# Schildau
Schildau is ortsteil en voormalige stad van de Duitse stad Belgern-Schildau in Saksen. Schildau ligt zuidwestelijk van Torgau aan de noordrand van de Dahlener Heide en is bijna volledig door bos omgeven. Op 1 januari 2013 fuseerde Schildau, die tot dan toe bestond uit de ortsteilen Schildau, Sitzenroda, Probsthain, Kobershain en Taura, met Belgern.

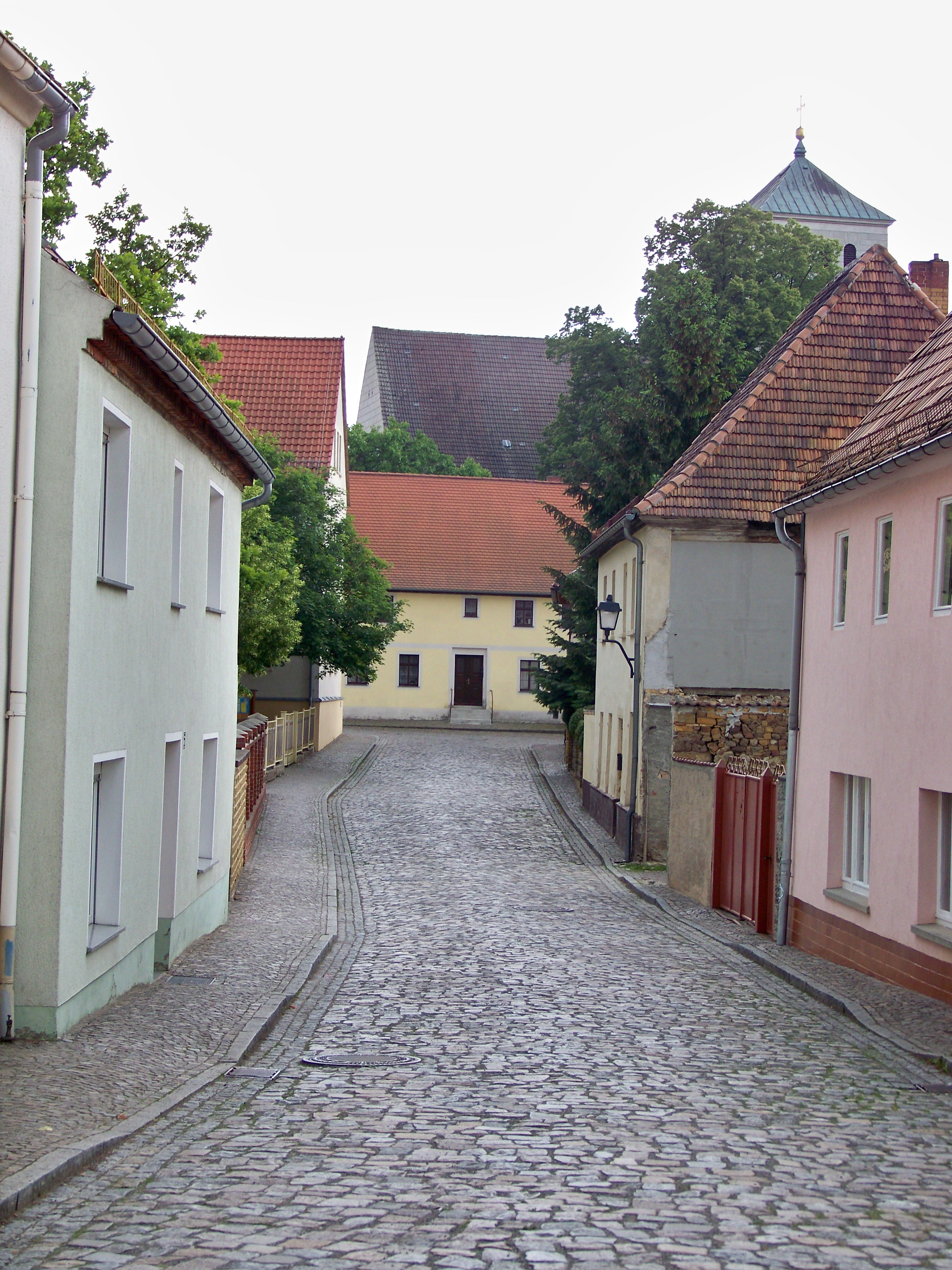
Straatbeeld in Schildau